# Odinia photophila
Odinia photophila är en tvåvingeart som beskrevs av Papp 1977. Odinia photophila ingår i släktet Odinia och familjen tickflugor.
Artens utbredningsområde är Ungern. Inga underarter finns listade i Catalogue of Life.